# San Cipirello
San Cipirello (sicilià San Ciupirreddu) és un municipi italià, dins de la ciutat metropolitana de Palerm. L'any 2007 tenia 5.201 habitants. Limita amb els municipis de Monreale i San Giuseppe Jato.

## Administració
| Període | Identitat          | Partit      |
| ------- | ------------------ | ----------- |
| 2007-   | Antonino Giammalva | Centredreta |